# Azufre
El azufre es un elemento químico de número atómico 16 y símbolo S (del latín sulphur). Es un no metal abundante con un color amarillo característico. Dicho elemento es generado en estrellas masivas en las que predominan temperaturas que provocan la fusión entre un núcleo de silicio y otro de helio en un proceso denominado nucleosíntesis de supernovas.
El azufre se encuentra en forma nativa en regiones volcánicas y en sus formas reducidas formando sulfuros y sulfosales o bien en sus formas oxidadas como sulfatos. Es un elemento químico esencial constituyente de los aminoácidos cisteina y metionina y, por consiguiente, necesario para la síntesis de proteínas presentes en todos los organismos vivos. Se usa principalmente como fertilizante, pero también en la fabricación de pólvora, laxantes, fósforos e insecticidas.

## Características principales
Este no metal tiene un color amarillento fuerte, amarronado o verde anaranjado y arde con llama de color azul, desprendiendo dióxido de azufre. Es insoluble en agua, pero se disuelve en disulfuro de carbono y benceno. Es multivalente, y son comunes los estados de oxidación -2, +2, +4, +6.
En todos los estados (sólido, líquido y gaseoso): según los químicos presenta formas alotrópicas cuyas relaciones no son completamente conocidas. Las estructuras cristalinas más comunes son el octaedro ortorrómbico (azufre α) y el prisma monoclínico (azufre β), siendo la temperatura de transición de una a otra de 96 °C; en ambos casos el azufre se encuentra formando moléculas de S8 con forma de anillo, y es la diferente disposición de estas moléculas la que provoca las distintas estructuras cristalinas. A temperatura ambiente, la transformación del azufre monoclínico en ortorrómbico, es más estable y muy lenta.
Al fundir el azufre, se obtiene un líquido que fluye con facilidad formado por moléculas de S8. Sin embargo, si se calienta, el color se torna marrón algo rojizo, y se incrementa la viscosidad. Este comportamiento se debe a la ruptura de los anillos y la formación de largas cadenas de átomos de azufre, que pueden alcanzar varios miles de átomos de longitud, que se enredan entre sí disminuyendo la fluidez del líquido; el máximo de la viscosidad se alcanza en torno a los 200 °C. Enfriando rápidamente este líquido viscoso se obtiene una masa elástica, de consistencia similar a la de la goma, denominada «azufre plástico» (azufre γ) formada por cadenas que no han tenido tiempo de reordenarse para formar moléculas de S8; transcurrido cierto tiempo la masa pierde su elasticidad cristalizando en el sistema rómbico. Estudios realizados con rayos X muestran que esta forma deforme puede estar constituida por moléculas de S8 con estructura de hélice espiral.
En estado vapor también forma moléculas de S8, pero a 780 °C ya se alcanza el equilibrio con moléculas diatómicas y por encima de aproximadamente 1800 °C la disociación es completa y se encuentran átomos de azufre.
Además de en trozos, barras o polvo grueso, existe en el mercado una presentación en forma de polvo muy fino, llamada "Flor de azufre", que puede obtenerse por precipitación en medio líquido o por sublimación de su vapor sobre una placa metálica fría.

## Aplicaciones
El azufre se usa en multitud de procesos industriales, como la producción de ácido sulfúrico para baterías, la fabricación de pólvora y el vulcanizado del caucho. 
Los sulfitos se usan para blanquear el papel y en fósforos. El tiosulfato de sodio o amonio se emplea en la industria fotográfica como «fijador», ya que disuelve el bromuro de plata; y el sulfato de magnesio (sal de Epsom) tiene usos diversos como laxante, exfoliante, o suplemento nutritivo para plantas.
También el azufre se emplea en la industria enológica como antiséptico. Uno de sus principales usos es como anhídrido sulfuroso.
El azufre tiene usos como fungicida y en la manufactura de fosfatos fertilizantes comunes.

## Historia
El azufre (del latín sulphur, sulfŭris, vinculado con el sánscrito śulbāri) es conocido desde la Antigüedad, y ya los egipcios lo utilizaban para purificar los templos.
En el Génesis (19,24), los hebreos decían que Dios (Yahvé) hizo llover sobre Sodoma y Gomorra azufre y fuego desde el cielo.
Homero recomendaba, en el siglo IX a. C., evitar la pestilencia mediante la quema de azufre (zeio en griego, relacionado con zeos-Zeus).

Y Odiseo entonces le habló a la nodriza Euriclea, diciendo: Trae azufre (zéeion), ¡oh, anciana!, remedio del aire malsano, y trae fuego, pues quiero azufrar (zeeoso) el palacio.
Homero, Odisea (22, 480-483)

Según el Diccionario sánscrito-inglés (1899) de Monier Monier-Williams, en sánscrito al azufre se lo llamaba śulbāri (pronunciado /shulbári/), siendo śulba o śulva: ‘cobre’, y a-rí o a-rís: ‘enemigo, envidioso’ (lit. ‘no liberal’).
En Apocalipsis 20:10 se dice que el diablo será lanzado a un lago de fuego y azufre.
Durante toda la Edad Media se vinculó a Satanás con los olores de los gases sulfurosos que se desprendían de los volcanes, que se suponían eran entradas a los infiernos (subterráneos).

## Abundancia y obtención

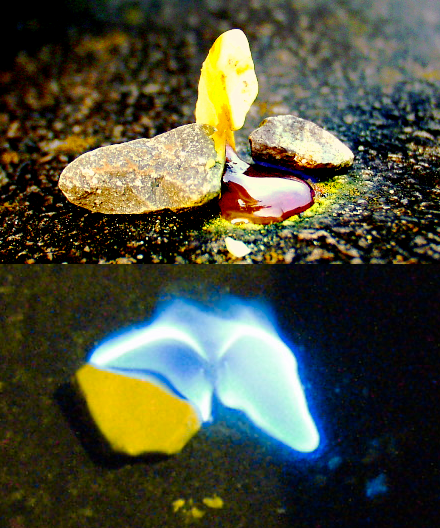
Fotografía de azufre fundido (foto superior) y de azufre ardiendo (foto inferior).

El azufre es un elemento muy abundante en la corteza terrestre, se encuentra en grandes cantidades combinado en forma de sulfuros como pirita y galena y de sulfatos como yeso. 
En forma nativa se encuentra en las cercanías de aguas termales, zonas volcánicas y en minas de cinabrio, galena, esfalerita y estibina, y en Luisiana (Estados Unidos, primer productor mundial) se extrae mediante el proceso Frasch consistente en inyectar vapor de agua sobrecalentado para fundir el azufre que posteriormente es bombeado al exterior utilizando aire comprimido. También se obtiene separándolo del gas natural, si bien su obtención anteriormente era a partir de depósitos de azufre puro impregnado en cenizas volcánicas (Italia, y más recientemente Argentina).
También está presente, en pequeñas cantidades, en combustibles fósiles (carbón y petróleo) cuya combustión produce dióxido de azufre que combinado con agua produce la lluvia ácida; para evitarlo, las legislaciones de los países industrializados exigen la reducción del contenido de azufre de los combustibles, constituyendo este azufre, posteriormente refinado, un porcentaje importante del total producido en el mundo. También se extrae del gas natural que contiene sulfuro de hidrógeno que una vez separado se quema para obtener azufre:
2 H2S + O2 → 2 S + 2 H2O
El color distintivo de Ío, la luna volcánica de Júpiter, se debe a la presencia de diferentes formas de azufre en estado líquido, sólido y gaseoso. El azufre se encuentra, además, en varios tipos de meteoritos, y se cree que la mancha oscura que puede observarse cerca del cráter lunar Aristarco puede ser un depósito de azufre.
| 1.  | China          | 17,5 |
| 2.  | Estados Unidos | 8,7  |
| 3.  | Rusia          | 7,5  |
| 4.  | Canadá         | 6,9  |
| 5.  | Arabia Saudita | 6,5  |
| 6.  | India          | 3,6  |
| 7.  | Kazajistán     | 3,5  |
| 8.  | Japón          | 3,4  |
| 9.  | EAU            | 3,3  |
| 10. | Corea del Sur  | 3,0  |
| 11. | Irán           | 2,2  |
| 12. | Catar          | 1,8  |
| 13. | Chile          | 1,5  |
| 14. | Polonia        | 1,1  |
| 15. | Australia      | 0,9  |
| 21. | Brasil         | 0,5  |

Fuente: USGS.

## Estados de oxidación y compuestos
La variedad de compuestos azufrados son consecuencia de una gran variedad de posibles estados de oxidación del átomo de azufre. En la Tabla se recojen algunos ejemplos de familias de compuestos azufrados, en función del estado de oxidación del azufre.
El olfato humano en general tiene una sensibilidad muy alta a los compuestos con azufre, con olores que resultan ser desagradables, de forma que detecta estos compuestos incluso cuando se encuentran en cantidades muy pequeñas. Así, por ejemplo, los olores a los que da lugar la descomposición de la materia orgánica tienen su origen en que en su composición se encuentran compuestos azufrados, tales como proteínas que contienen aminoácidos con azufre (metionina, cisteina, cistina), que contienen azufre. 
El azufre disuelto en agua es ácido (pKa1 = 7,00, pKa2 = 12,92) y reacciona con los metales. Los sulfuros metálicos se encuentran en la naturaleza, sobre todo el de hierro (pirita) que puede presentar resistencia negativa y la galena, sulfuro de plomo que es un semiconductor natural que fue usado como rectificador.
El nitruro de azufre polímero (SN)x, sintetizado en 1975 por Alan G. MacDiarmid y Alan J. Heeger, presenta propiedades metálicas, a pesar de estar constituido por no metales, e inusuales propiedades eléctricas y ópticas. Este trabajo sirvió de base para el posterior desarrollo, con Hideki Shirakawa, de plásticos conductores y semiconductores que motivó la concesión del Nobel de Química, en 2000, a los tres investigadores.
Los óxidos más importantes son el dióxido de azufre, SO2 (formado por la combustión del azufre) que en agua forma una solución de ácido sulfuroso, y el trióxido de azufre, SO3, que en solución forma el ácido sulfúrico; siendo los sulfitos y sulfatos las sales respectivas.
| Estado de oxidación del azufre | Ejemplo/Familia de compuestos                                                       |
| ------------------------------ | ----------------------------------------------------------------------------------- |
| -2                             | Ácido sulfhídrico (H2S) ion sulfuro de hidrógeno (HS-), ion sulfuro (S2-)           |
| -1                             | Disulfano(H2S2), disulfuro(S2-2), polisulfuros (-S-Sn-S-), tiosulfato (S2O3-2)      |
| 0                              | Azufre elemental (Sn), polisulfanos orgánicos (R-Sn-R), politionatos (-O3S-Sn-SO3-) |
| +1                             | Diclorurodisulfano (Cl-S-S-Cl)                                                      |
| +2                             | Dicloruro de azufre(SCl2), sulfoxilato (SO2-2)                                      |
| +3                             | Ditionito (S2O4-2)                                                                  |
| +4                             | Dióxido de azufre (SO2), sulfito (SO3-2), bisulfito (HSO3-)                         |
| +5                             | Ditionato (S2O6-2), sulfonato (RSO3-)                                               |
| +6                             | Trióxido de azufre (SO3), sulfato (SO4-2), peroxosulfato (SO5-2)                    |

## Isótopos

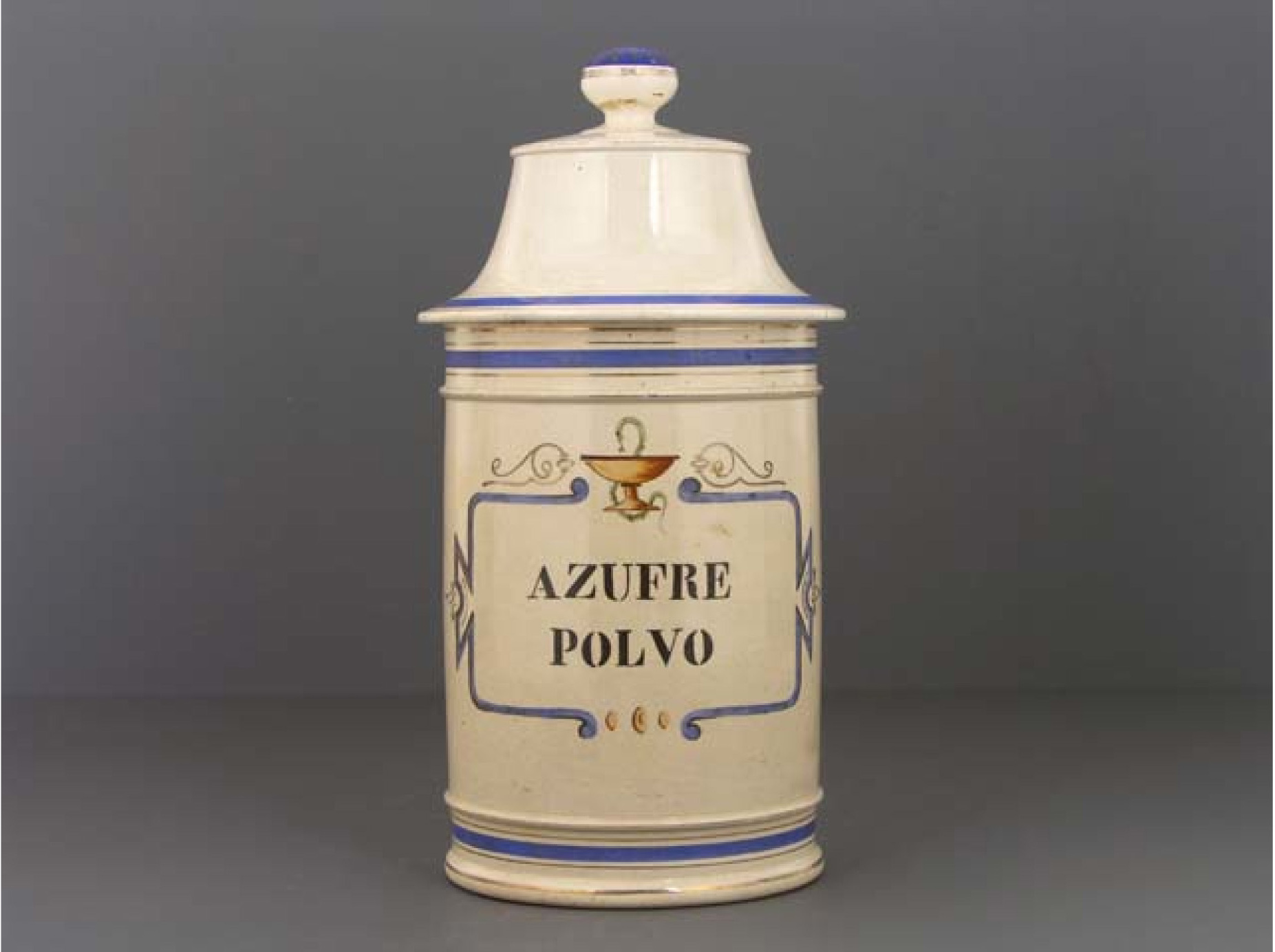
Azufre en polvo Botámen de la primera mitad del siglo XX. De la colección del Museo del Objeto.

Se conocen 25 isótopos del azufre, de los cuales cuatro son estables: S-32 (95,02 %), S-33 (0,75 %), S-34 (4,21 %) y S-36 (0,025 %). Aparte del S-35, formado al incidir la radiación cósmica sobre el argón-40 atmosférico y que tiene un periodo de semidesintegración de 87 días, los demás isótopos radiactivos son de vida corta.

## Precauciones
El disulfuro de carbono, el sulfuro de hidrógeno (comúnmente conocido como ácido sulfhídrico), y el dióxido de azufre deben manejarse con precaución.
El ácido sulfhídrico y algunos de sus derivados, los mercaptanos, son muy tóxicos, pudiendo llegar a provocar la muerte en el hombre a concentraciones en el ambiente muy reducidas (del mismo orden de las del ácido cianhídrico, usado en las ejecuciones con cámara de gas en Estados Unidos, o mucho más bajas que las del monóxido de carbono para provocar la muerte, y que es origen de numerosas intoxicaciones mortales con calefactores por combustión en lugares mal ventilados). Aunque provisto de "propiedad de aviso" por ser muy maloliente, incluso en concentraciones muy por debajo de la que provoca la muerte, se ha de tener en cuenta que cuando su concentración se incrementa el sentido del olfato rápidamente se satura o se narcotiza, desapareciendo el olor, por lo que a las víctimas potenciales de la exposición les puede pasar desapercibida su presencia en el aire hasta que se manifiestan sus efectos, posiblemente mortales.
Igual que sucede con las sales del ácido cianhídrico, los cianuros, las sales del ácido sulfhídrico, los sulfuros, han de manejarse con sumo cuidado, evitando que puedan entrar en contacto con ácidos o disoluciones ácidas (incluso ligeramente ácidas), que darían lugar a la emanación del tóxico ácido sulfhídrico.
El dióxido de azufre reacciona con el agua atmosférica para producir la lluvia ácida. Irrita las mucosidades y los ojos y provoca tos al ser inhalado.
Los vapores del ácido sulfúrico pueden provocar hemorragias en los pulmones, llenándolos de sangre con la consiguiente asfixia.

## El azufre en las artes plásticas

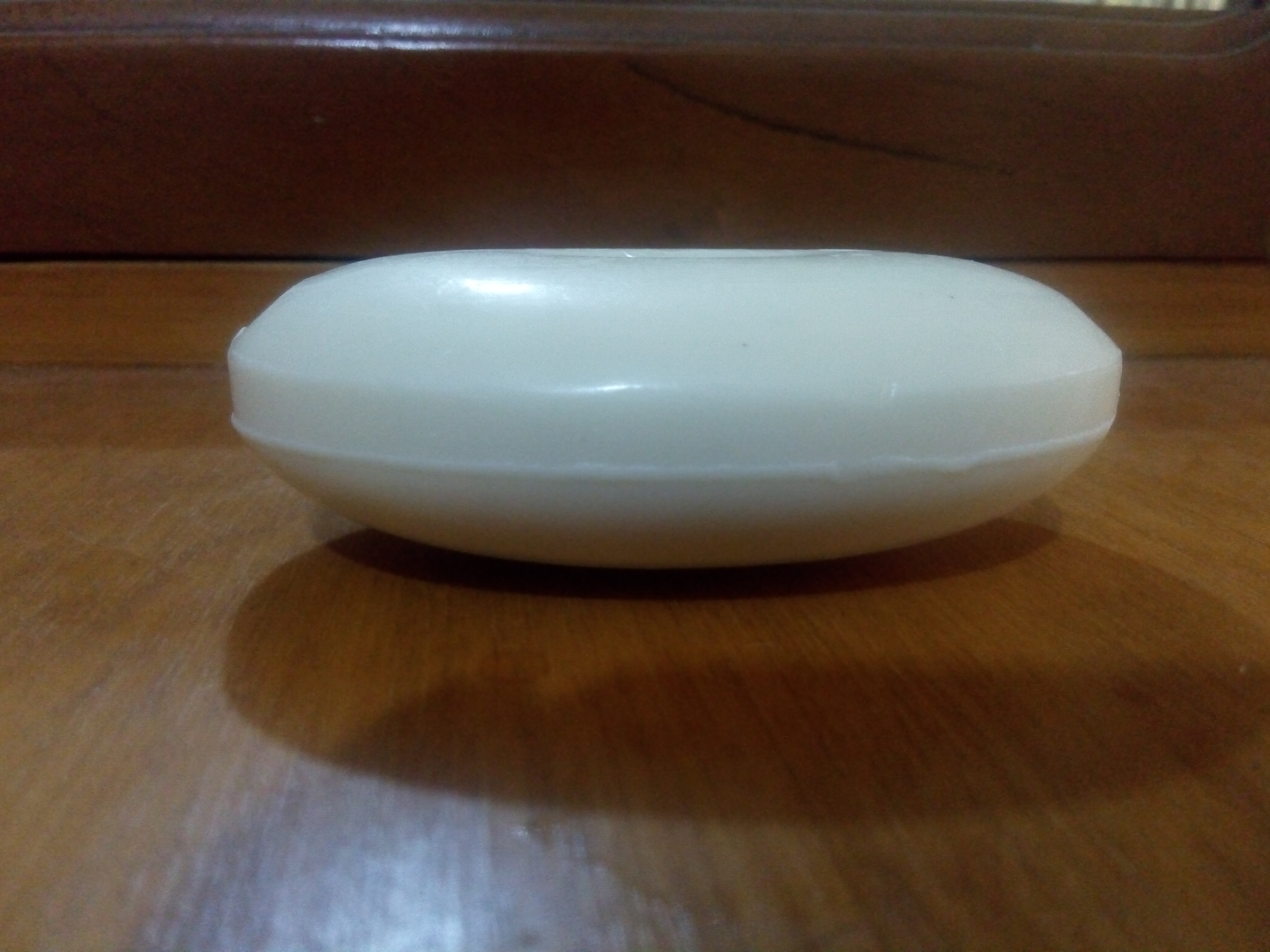
Jabón hecho a base de azufre.

En la orfebrería el uso del azufre está ampliamente extendido, en particular para la oxidación de la plata, es decir, para la creación de la pátina (de color negro).
Existen varias técnicas para este fin; una de estas es mezclar azufre en polvo con una materia grasa —vaselina, aceite—, aplicar el ungüento sobre la pieza de plata y, mediante el uso de un soplete, calentar el metal y la mezcla, hasta que obtenga un color negruzco. Posteriormente, lavar con agua y jabón neutro. El patinado es duradero.
De igual manera se puede patinar la plata con sulfato de potasio y agua.